# レクイエム (ドヴォルザーク)
レクイエム 変ロ短調 作品89（B.165）は、アントニン・ドヴォルザークが1890年に作曲したレクイエム。演奏時間は約1時間35分。

## 概要
1890年1月から10月にかけて作曲された。イギリスのバーミンガム音楽祭のための新作依頼に応えて作曲されたもので、「スターバト・マーテル」の場合とは異なり、精神的衝動が契機となったものではないが、素朴で抒情的な美しい旋律にあふれたレクイエムであり、ブルグハウゼル(1921-1997)は「ドヴォルザークの全作品中最も哲学的な作品」と評している。初演は1891年10月9日、バーミンガム音楽祭において作曲者自身の指揮によって行われた。なお本作はテキストこそラテン語であるが、一部の区切りが独自的であるなど、既存のレクイエムからはやや逸脱したものとなっている。

## 楽器編成
フルート2、ピッコロ、オーボエ2、イングリッシュホルン、クラリネット2、バスクラリネット、ファゴット2、コントラファゴット、ホルン4、トランペット4、トロンボーン3、チューバ、ティンパニ、タムタム、ベル、ハープ、オルガン、弦五部、ソプラノ、メゾソプラノ、テノール、バス、混声四部合唱、

## 構成

### 第1部
第1曲 四重唱と合唱（Requiem aeternam）
変ロ短調、4分の4拍子、Poco Lento
冒頭のF - Ges - Eの音程進行は、ドヴォルザークが深く敬愛したバッハのロ短調ミサの第3曲の冒頭の引用である。その後合唱が「永遠の安息を」と歌い、四重奏がこれに続く。その後まもなく合唱が復帰し、冒頭の主題と「入祭文」を合体させたものを歌い出す。
第2曲 ソプラノ独唱と合唱（Graduale）
2分の3拍子、Andante
ソプラノが第1曲目冒頭のチェロとヴァイオリンによる主題を発展させたものを歌い、女声2部合唱に受け渡される。
第3曲 合唱（Dies Irae）
変ロ短調、4分の6拍子、Allegro Impetusoso（Alla marcia）
冒頭の主題はグレゴリオ聖歌の怒りの日ではなく、作曲者の自作による。
第4曲 アルト、バスとテノールの合唱（Tuba mirum）
変ロ短調、4分の4拍子、Andante
第5曲 四重唱と合唱（Quid sum miser）
変イ長調またはヘ短調、4分の4拍子、Lento
第6曲 四重唱（Recordare）
ニ長調、4分の3拍子、Andante
第7曲 合唱（Confutatis maledictis）
ト短調 - ロ短調、4分の3拍子、Moderato maestoso
第8曲 四重唱と合唱（Lacrimosa）
ト短調 - ロ短調、4分の3拍子、L'istesso tempo

### 第2部
第9曲 四重唱と合唱（Offertorium）
ヘ長調、4分の4拍子、Andante con moto
第10曲 四重唱と合唱（Hostias et preces）
ヘ短調、4分の3拍子、Andante
第11曲 四重唱と合唱（Sanctus）
変ロ長調、4分の6拍子、Andante maestoso
第12曲 三重唱と合唱（Pie Jesu）
ト短調、8分の6拍子、Poco adagio
第13曲 四重唱と合唱（Agnus Dei）
変ロ短調、4分の4拍子、Lento